# Партизанське (Сімферопольський район)
Партиза́нське (до 1945 року — Сабла́, крим. Sabla) — село Сімферопольського району Автономної Республіки Крим.
На південно-східній околиці знаходиться пам'ятка археології Городище Довгий бугор.
У селі 16 вулиць та 4 провулки, за даними сільради на 2009 рік, площа села займає 242,5 гектарів, на якій у 610 дворах значилося 1959 мешканців.

## Історія
Назва села походить від мурз Собланських, шо емігрували до Туреччини після першої анексії Криму Росією. Перша документальна згадка села Орта Собла зустрічається в «Камеральному Описі Криму» 1784 року, за яким воно входило до Салгирського кадилика Бакче-сарайського каймаканства.
Після анексії Криму Сабли були подаровані Потьомкіним графові Мордвинову, який 1802 продав його таврійському цивільному губернатору Андрію Михайловичу Бороздіну, що переселяє до нього 90 сімей (549 осіб) своїх кріпаків з Чигиринського повіту Київської губернії, а також влаштував сукнову фабрику, водяний млин, шкіряний завод.
В. П. Нікольський у «Нарисах російської колонізації в Криму» (1925) зазначає, що кріпацьке населення Саблів (279 душ чоловічої статі та 270 душ жіночої статі), яке обслуговувало місцеві галузі господарства (шкіряну, мірошницьку, садівницьку та ін.) мешкало спочатку в казармах — невеликих кам'яних будиночках на дві-три родини. З кримськими татарами в господаря Саблів Бороздіна були постійні суперечки за землі. Орендна платня та норми відпрацювання за землю, явно завищені порівняно з попередніми (за мурзи), не влаштовували місцеве населення. Тому воно вороже ставилося не лише до нового поміщика, а й до його селян. Зіштовхнулися дві різні культури, дві релігії, що не могло не вплинути на зміну життєвого ладу та національних засад в умовах наростаючих протиріч в економічному та соціальному житті двох народів. Проте навички у праці та побудові традиційного житла виявилися в саблівських селян повною мірою. Поступово замість тимчасових помешкань постали «чистенькі білі хатки з відкритими вікнами, що дивилися назовні, парою-другою тополь… Широкі прямі вулиці й хати — все типове для села на півдні України…».
Відповідно до Списку населених пунктів Кримської АРСР по Всесоюзному перепису 17 грудня 1926 року, в селі Сабли Нижні, центрі Саблинського сільради Сімферопольського району, значилося 316 дворів, з них 289 селянських, населення становило 1184 людини, з них 987 українців, 160 росіян, 11 чехів, 7 німців, 3 греків, 1 білорус, 1 латиш, ще 14 записані у графі «інші».
12 серпня 1944 року було прийнято постанову № ГОКО-6372с «Про переселення колгоспників у райони Криму», яким у вересні 1944 року у район із Вінницької області переселялися сім'ї колгоспників.
21 серпня 1945 року Указом Президії Верховної Ради РРФСР село Сабли було перейменовано на Партизанське, а Саблинську сільраду — на Партизанську. Після перейменування Саблів Верхніх на Верхні Партизани за селом закріпили назву Нижні Партизани. Рішенням Кримоблвиконкому від 8 вересня 1958 року № 834, Верхні Партизани та Нижні Партизани були об'єднані в одне село Партизанське.